# Organ
Organ (lat. organum, "instrument", "alat") udruženje je tkiva koja imaju jednu ili više zajedničkih funkcija. Oni su manji dijelovi glave, trupa i udova. Obično u svakom organu postoje glavno tkivo i sporedna tkiva.
Organi koji su zajednički većini velikih živih organizama su: srce i krvne žile, pluća, mozak i živci, osjetila, probavni organi, žlijezde, crijeva, koža, spolni organi, kosti i mišići. Više organa koji vrše sličnu funkciju čini sustav organa. 
Umjetni organ je organski uređaj ili tkivo koje je napravio čovjek koji se ugrađuje ili integrira u osobu - međusobno povezano sa živim tkivom - da zamijeni prirodni organ, duplicira ili pojača određenu funkciju ili funkcije kako bi se pacijent mogao vratiti normalnom životu što je prije moguće.

## Ljudski organi po regijama

### Glava i vrat
- mozak
- uši
- oči
- usta
- jezik
- zubi
- nos
- lubanja
- žlijezde slinovnice
- grkljan
- ždrijelo
- štitnjača

### Leđa
- kralježnica

### Trup
- prsna žlijezda
- pluća
- srce
- ošit

### Trbuh
- želudac
- dvanaesnik
- tanko crijevo
- debelo crijevo
- jetra
- slezena
- gušterača
- bubrezi
- nadbubrežna žlijezda
- crvuljak

### Zdjelica
- maternica
- jajnici
- vagina
- stidnica
- klitoris
- mokraćni mjehur
- testisi
- penis

### Udovi
- mišići
- kostur
- živci
- šake
- laktovi
- ramena
- bedra
- koljena
- gležnjevi